# Мешхедский университет имени Фирдоуси
Мешхедский университет имени Фирдоуси (перс. دانشگاه فردوسی مشهد‎) — одно из крупнейших и старейших высших учебных заведений Ирана. Расположен в городе Мешхед, административном центре остана Хорасан-Резави. Входит в пятёрку лучших вузов Ирана. В Университете по 180 программам подготовки бакалавров, магистров и аспирантов обучается свыше 26 тысяч студентов. Университет также активно развивает международное сотрудничество в области студенческих обменов.

## История
История Университета им. Фирдоуси уходит корнями в середину XX века и напрямую связана с деятельностью Мешхедского медицинского колледжа, преобразованного в 1949 году в Медицинский факультет Мешхедского университета.
В 1954 году был создан филологический факультет, на котором велось подготовка бакалавров по пяти направлениям. С развитием высшего образования в Иране к действующим факультетам Университета добавились богословский факультет, факультет естественных наук, факультет стоматологии, факультет фармацевтики и диетологии, факультет педагогики и психологии, факультет сельского хозяйства, инженерный факультет, институт оптометрии, университетский лицей и учебный центр. В 1974 году Мешхедскому университету было официально присвоено имя Абулькасима Фирдоуси.
После Исламской революции в 1979 году из университета выделился, став самостоятельным институтом, медицинский факультет. В то же время был сформирован ряд новых факультетов, таких как факультет управления и экономики, факультет ветеринарии, Ширванский сельскохозяйственный колледж, факультет физической культуры и спорта, математический факультет, Нишапурский институт искусств (впоследствии преобразованный в Нишапурский университет), Ботанический институт, Научно-исследовательский центр сейсмологии, университетский колледж, факультет природных ресурсов и экологии, архитектурно-строительный факультет.
В 2015—2016 учебном году в университете обучались 15 247 бакалавров, 5 213 магистров, 339 аспирантов, 885 докторантов.

## Профессорско-преподавательский состав
По состоянию на 1 сентября 2015 года, профессорско-преподавательский состав Мешхедского университета им. Фирдоуси насчитывает более 800 преподавателей, из которых 780 человек имеют учёную степень доктора наук. В составе ППС Университета 190 профессоров.

## Деятельность

### Образовательная деятельность
По состоянию на май 2016 года основной учебный процесс в университете осуществляется на 12 факультетах и в 4 научно-исследовательских институтах:
1. Факультет филологии и гуманитарных наук им. Али Шариати.
2. Факультет физической культуры и спорта.
3. Факультет богословия.
4. Факультет ветеринарии.
5. Факультет экономики и управления.
6. Факультет фундаментальных наук.
7. Факультет педагогики и психологии.
8. Факультет математики.
9. Факультет сельского хозяйства.
10. Инженерный факультет.
11. Архитектурно-строительный факультет.
12. Факультет природных ресурсов и экологии.
13. Институт исламских исследований.
14. НИИ биотехнологии.
15. НИИ возобновляемых источников энергии.
16. НИИ ботаники.

Структура факультетов в целом соответствует основным направлениям образовательной деятельности Университета.
Действует Ведущий научный центр изучения Фирдоуси и Шах-наме

## Рейтинг Университета им. Фирдоуси
Webometrics Ranking of World Universities:
- 2015: Международный рейтинг: 595, Национальный рейтинг: 3
- Январь 2016 : Международный рейтинг: 722, Национальный рейтинг: 5

CWTS Leiden Ranking:
- 2014: Международный рейтинг: 669, Национальный рейтинг: 9
- 2015: (P indicator) Международный рейтинг: 581/606, Национальный рейтинг: 9/9

University Ranking by Academic Performance:
- 2014/2015: Международный рейтинг: 734, Национальный рейтинг: 8
- 2015/2016: Международный рейтинг: 725, Национальный рейтинг: 8

SCImago Institutions Rankings
- 2013: Международный рейтинг: 746
- 2014: Международный рейтинг: 669

ISC National rank:
- 2013/2014: 4
- 2014/2015: 4

## Известные выпускники
- Али Шариати — иранский левый социолог и революционер, один из наиболее известных и влиятельных социологов религии.
- Мохаммад-Реза Шафии-Кадкани — современный иранский поэт, переводчик, литературный критик, профессор Тегеранского университета.